# Седа (Литва)
Седа̀ (на литовски: Seda) е град в северозападна Литва, част от районна община Мажейкяй в Телшайски окръг. Населението му е около 869 души (1 януари 2023).
Разположен е на 129 метра надморска височина на Балтийските възвишения, на 21 километра северно от Телшай и на 25 километра южно от границата с Латвия. Селището се споменава за пръв път през XIII век, а в края на XIX век 69% от жителите му са евреи.

## Известни личности
Родени в Седа
- Георгий Иванов (1894 – 1958), руски писател